# The Sound of Arrows
The Sound of Arrows ist ein schwedisches Indiepop-Duo aus Stockholm, bestehend aus Oskar Gullstrand und Stefan Storm.

## Bandgeschichte
Oskar Gullstrand und Stefan Storm stammen aus Gävle. Stefan Storm produzierte zunächst elektronische Tanzmusik in der Stilrichtung House. Oskar Gullstrand spielte ursprünglich in einem Orchester. Nachdem sie sich in Gävle kennengelernt hatten, gründeten sie 2006 eine Band und nannten sie The Sound of Arrows (dt. der Klang von Pfeilen). Zunächst wollten sie nur einige Songs aufnehmen, aber als ihr erster Song Narrow Escape für Aufsehen in der schwedischen Indieszene sorgte, beschlossen sie, professionell als Musiker zu arbeiten.
2008 erhielten sie einen Plattenvertrag bei dem bekannten schwedischen Independent-Label Labrador Records, wo noch im selben Jahr ihre erste EP Danger! mit neun Songs veröffentlicht wurde. 2009 folgten die EPs M.A.G.I.C. und Into the Clouds mit sechs bzw. vier Songs. Daneben remixt das Duo regelmäßig Songs von anderen Gruppen wie Club 8 und Alphabeat. Mittlerweile sind Oskar Gullstrand und Stefan Storm nach Stockholm gezogen, wo sie heute leben. Stefan Storm arbeitet nebenbei als Grafiker und Animator.
2011 erschien mit The Voyage der erste Longplayer des Duos, der altes und neues Material beinhaltet. Veröffentlicht wurde das Album von dem Label Skies Above.

## Instrumente
The Sound of Arrows verwenden im Studio und auf der Bühne folgende Instrumente:
- Yamaha SK-20 und Yamaha CS-10
- Roland Juno-106 und Roland D-50
- Roland Juno 6 und 60
- Roland SH-2 und SH-101
- Korg Mono/Poly und Korg MS-20
- Suzuki Omnichord
- Akai MPC 2000
- Moog Memorymoog und Moog Minimoog
- LinnDrum

## Diskografie

### Alben
- 2011: The Voyage (Skies Above)
- 2017: Stay Free

### EPs
- 2008: Danger! (Labrador)
- 2009: M.A.G.I.C. (Labrador)
- 2009: Into the Clouds (Labrador/Neon Gold)
- 2011: Nova Remixes (Polydor/Geffen Records)

### Singles
- 2009: Into the Clouds (Labrador/Neon Gold)
- 2011: Nova (Polydor/Geffen Records)
- 2011: Magic (Polydor/Geffen Records)
- 2011: Wonders (Polydor/Geffen Records)

### Remixe
- 2008: En Hand I Himmelen von Jonathan Johansson
- 2008: Jesus, Walk With Me von Club 8
- 2009: Hole in My Heart von Alphabeat
- 2009: Years von Jamie Long
- 2009: Oh! Hark! von Lisa Mitchell
- 2009: Animal Animal von Penguin Prison
- 2010: Young Blood von The Naked and Famous
- 2010: Alejandro von Lady Gaga
- 2011: Zombie von Natalia Kills
- 2011: Right There von Nicole Scherzinger
- 2011: Rebellion von M'kay